# أحمد الجندي (مخرج)
أحمد الجندي (15 يناير 1980-)، مخرج وممثل وكاتب مصري بدأ نشاطه سنة 2006.

## المسيرة الفنية
مخرج مصري، بدأ مشواره الفني كممثل، اشترك في فيلم (واحد من الناس) بطولة (كريم عبد العزيز) و(منة شلبي) إلى جانب عمله كمساعد مخرج في الفيلم نفسه بعد تخرجه من معهد السينما،
وهو ابن الفنان محمود الجندي.
وأعقبه مشاركته كمساعد للمخرج في فيلم «ظرف طارق» بطولة أحمد حلمي وتوالت الأعمال بعد ذلك ليقوم باخراج مسلسل سيت كوم بعنوان «أحمد إتجوز منى» وعدد من الافلام مثل «حوش اللي وقع من منك»، و«إتش دبور»، و«طير إنت»، و«لا تراجع ولا استسلام (القبضة الدامية)». أشترك إلى جانب الإخراج في كتابة عدد من الأفلام مثل فيلم فيلم «طير إنت»، وتميزت معظم أعماله بانتمائها لمدرسة كوميدية تعتمد على السخرية من الثقافة الشعبية المتعارف عليها والمسماة Popular culture اخرج عدة أعمال تنتمي لمدرسة الكوميديا التي تعتمد على الاسقاط على أعمال فنية سابقة.

## أعماله

### أفلام
- 2007: حوش إللي وقع منك
- 2008: إتش دبور
- 2009: طير إنت
- 2010: لا تراجع ولا استسلام (القبضة الدامية)
- 2011: سيما علي بابا
- 2014: الحرب العالمية الثالثة
- 2015: يوم مالوش لازمة
- 2017: بنك الحظ
- 2018: الكويسين
- 2021: البعض لا يذهب للمأذون مرتين
- 2021: وقفة رجالة
- 2025: روكي الغلابة

### مسلسلات
- 2007: أحمد إتجوز منى
- 2011: الكبير أوي ج2
- 2012: الباب في الباب ج2
- 2013: الباب في الباب ج3
- 2014: الكبير أوي ج4
- 2014: الباب في الباب ج4
- 2015: الكبير أوي ج5
- 2016: نيللي وشريهان
- 2017: في ال لا لا لاند
- 2019: الواد سيد الشحات
- 2020: رجالة البيت
- 2021: موضوع عائلي ج1
- 2022: الكبير أوي ج6
- 2023: موضوع عائلي ج2
- 2023: الكبير أوي ج7
- 2023: جت سليمة
- 2024: موضوع عائلي ج3

### برامج
- 2017: بيومي أفندي

### إخراج
- 2019-2020 : الآنسة فرح; (44 حلقة)

### الأغاني المصورة
- 2020 : أهواك من مسلسل الآنسة فرح
- 2020 : الفرح (يا بخته بيا) من مسلسل الآنسة فرح
- 2020 : يا ليل من مسلسل الآنسة فرح

## روابط خارجية
- أحمد الجندي على موقع IMDb (الإنجليزية)
- أحمد الجندي على موقع قاعدة بيانات الأفلام العربية
- أحمد الجندي على موقع قاعدة بيانات الفيلم (الإنجليزية)